# A Selva (livro de Ferreira de Castro)
A Selva é um romance escrito por Ferreira de Castro publicado em 1930.
Publicado pela primeira vez em 1930, A Selva talvez seja a obra mais importante do autor.

## Enredo
Alberto é um estudante português de Direito de 26 anos, obrigado, por causa de suas ideias políticas, a emigrar para Belém do Pará. Depois de morar com seu tio Macedo durante algum tempo, embrenha-se na floresta amazónica a fim de viver como seringueiro. No seringal "Paraíso", em Humaitá, às margens do Rio Madeira, vive uma série de aventuras propiciadas pela mata virgem e pelo açodamento do sexo.

## Personagens
- Alberto - protagonista português
- Tio Macedo
- Comendador Aragão - aviador, aventureiro português que faz fortuna;
- Firmino - seringueiro nordestino;
- Agostinho - seringueiro nordestino;
- Balbino - auxiliar de Juca Tristão;
- Caetano - auxiliar de Juca Tristão;
- Binda - auxiliar de Juca Tristão;
- Juquinha - filho de Juca Tristão;
- Tiago - agregado;
- Lourenço - caboclo;
- Guerreiro - guarda-livros;
- Elias